# Maria Helena Mainieri Galileo
Maria Helena Mainieri Galileo is een Braziliaans entomoloog.
Galileo studeerde af in Natuurlijke Historie aan de Katholieke Universiteit van Rio Grande do Sul in 1969. Ze behaalde in 1977 een mastergraad in de plantkunde van de Federale Universiteit van Rio Grande do Sul en daarna, in 1986, een doctoraat in de Biologische Wetenschappen (Zoölogie) van de Universiteit van São Paulo. Op het gebied van de entomologie is ze gespecialiseerd in kevers (coleoptera), vooral boktorren (Cerambycidae). Zij beschreef vele soorten kevers voor het eerst en is vaak co-auteur van soorten, samen met de Braziliaanse entomoloog Ubirajara Ribeiro Martins. De prachtkeversoort Agrilus galileae is naar haar genoemd.
- Bibliothèque nationale de France: cb16031777c (data)
- International Standard Name Identifier: 0000 0000 5958 4785
- Library of Congress Control Number: no2005022610
- Nationale Bibliotheek van Tsjechië: xx0261489
- Nederlandse Thesaurus van Auteursnamen: 283539178
- Système universitaire de documentation: 144082659
- Virtual International Authority File: 34183446
- WorldCat: E39PBJht9b4R7xqYfDhMTrBHG3